# Friedrich Dalsheim
Friedrich Karl Dalsheim (* 25. Oktober 1895 in Frankfurt am Main; † 19. August 1936 in Zürich, Schweiz) war ein deutscher Jurist, Ethnologe, Naturforscher, Expeditionsleiter und Dokumentarfilmer.

## Leben
Dalsheims Vaters, Leo  und dessen Ehefrau Berta Stein gehörten der jüdischen Religion an. Damit waren sie im, in großen Teilen, antisemitischen Deutschland manchen Anfeindungen ausgesetzt. Sie ermöglichten ihrem Sohn eine juristische Ausbildung (Abschluss: Promotion). Dalsheim  arbeitete anschließend als Rechtsanwalt.
Später wendete sich Dalsheim denn Film zu. Nach einer sechswöchigen Kameraausbildung bei Emil Schünemann und Alexander von Lagorio reiste er mit der Ethnologin Gulla Pfeffer zu einer Expeditionsreise nach Togo, wo beide in der zweiten Jahreshälfte 1929 den Film Menschen im Busch drehten. Während der fünfmonatigen Drehzeit belichtete Dalsheim insgesamt 11.000 Meter Film, um Brauchtum und Leben der Ewe festzuhalten. Der von ihm selbst produzierte Film erregte bei seiner Uraufführung 1930 einige Aufmerksamkeit. 1932 reiste Dalsheim nach Bali, um dort in der Tradition von Robert J. Flaherty einen Natur- und Dokumentarfilm mit Spielhandlung zu inszenieren. Der von ihm und Victor von Plessen produzierte Film lief am 16. Februar 1933 unter dem Titel Insel der Dämonen in den deutschen Kinos an. Zu diesem Zeitpunkt hatte sich in Berlin Adolf Hitler gerade als Reichskanzler etabliert.
Dalsheim konnte seitdem nicht mehr für deutsche Produktionsfirmen arbeiten. Daraufhin inszenierte er im Sommer 1933 auf Grönland in Zusammenarbeit mit dem Polarforscher und Ethnologen Knud Rasmussen einen halbdokumentarischen, dänischen Spielfilm, Palos Brautfahrt, mit Walter Traut, einem Mitarbeiter Leni Riefenstahls und Arnold Fancks, hinter der Kamera. Auch diese Kombination aus Ethnodokumentation und Spielfilm fand großes Interesse. Erstmals wurden hier die Sprache der Eskimos dem Kinopublikum vorgestellt.
Bei seinem letzten Filmwerk, das ihn erneut mit Baron Plessen zusammenführte, wurde Dalsheim in der Stabliste schon nicht mehr genannt. Der 1936 als deutsch-niederländische Gemeinschaftsproduktion in Berlin uraufgeführte Indonesien-Film Die Kopfjäger von Borneo führte Plessen als Regisseur und hatte Friedrich Dalsheim lediglich als (ungenannten) „Mitarbeiter“. Zu diesem Zeitpunkt befand sich Dalsheim längst im Schweizer Exil. Am 19. August desselben Jahres verübte er in einem Zürcher Hotel Selbstmord.

## Filmografie (komplett)
- 1930: Menschen im Busch (Regie)
- 1933: Insel der Dämonen (Regie, Drehbuch, Kamera, Koproduktion)
- 1934: Palos Brautfahrt (Palos brudefærd) (Regie)
- 1936: Die Kopfjäger von Borneo (Regie)